# Berin Izvor
Berin Izvor (cyr. Берин Извор) – wieś w Serbii, w okręgu pirockim, w gminie Babušnica. W 2011 roku liczyła 41 mieszkańców.